# مارتن سفيدرسكي
مارتن سفيدرسكي (مواليد 4 أكتوبر 2002) هو لاعب كرة قدم سلوفاكي يلعب في مركز خط الوسط في نادي ألميريا.

## روابط خارجية
- مارتن سفيدرسكي على موقع قاعدة بيانات كرة القدم.إي يو (الإنجليزية)
- مارتن سفيدرسكي على موقع Soccerway.com (الإنجليزية)